# Сефершаев, Эмин Нариманович
Эми́н Нарима́нович Сеферша́ев (крымскотат. Emin Nariman oğlu Seferşayev; род. 18 апреля 1998, Симферополь) — российский борец греко-римского стиля, двукратный чемпион Европы (2021, 2025), призёр первенства мира среди юниоров, призёр чемпионатов России, победитель индивидуального кубка мира, мастер спорта России международного класса.

## Биография
Выступает в полулёгкой (до 55 кг) и лёгкой (до 60 кг) весовых категориях. Тренируется под руководством Сергея Попенкова. В октябре 2020 года Сефершаеву было присвоено звание мастера спорта международного класса. Крымский татарин. 8 февраля 2023 года в финале чемпионата России уступил Динисламу Бамматову (6:8), став серебряным призёром.
17-21 января 2024 года на предолимпийском чемпионате России в Наро-Фоминске завоевал золотую медаль в весовой категории 60 кг. За полгода до этого у него была серьёзная травма колена.
В апреле 2025 года на чемпионате Европы в Братиславе в весовой категории до 55 кг завоевал золотую медаль. В финальной схватке одолел соперника из Азербайджана Эльданиза Азизли.

## Спортивные достижения
- Первенство Европы среди кадетов 2015 года (Суботица) — [9];
- Первенство мира среди кадетов 2015 года (Сараево) — [10];
- Первенство Европы среди юниоров 2017 года (Дортмунд) — [11];
- Первенство мира среди юниоров 2018 года (Тампере) — [12];
- Первенство мира среди юниоров 2018 года (Трнава) — [13];
- Первенство мира среди молодёжи 2019 года (Будапешт) — [14];
- Чемпион первенств России 2015, 2017[15], 2018[16], 2019 годов[17];
- Кубок России 2020 года — [18];

### Выступления на чемпионатах страны
- Чемпионат России по греко-римской борьбе 2020 — ;
- Чемпионат России по греко-римской борьбе 2021 — ;
- Чемпионат России по греко-римской борьбе 2022 — ;
- Чемпионат России по греко-римской борьбе 2023 — ;
- Чемпионат России по греко-римской борьбе 2024 — ;